# Xian
Xian (en xinès simplificat 县; en xinès tradicional 縣; pinyin xiàn) és una circumscripció administrativa de la Xina, inferior a la província, que aplega en general de 200.000 a 500.000 habitants. El terme es tradueix algunes vegades per districte o per comtat (de l'anglès, county).
El xian se situa al tercer nivell de la jerarquia administrativa, un nivell que inclou també els xians autònoms, les ciutats-districtes, els districtes, i en el cas de Mongòlia interior, les banderes i les banderes autònomes. D'altra banda, els xian de l'illa de Hainan i els dels municipis corresponen al segon nivell de la jerarquia administrativa. En total, a la Xina continental hi ha 1.467 xians, d'un total de 2.862 subdivisions de tercer nivell.

## Història dels xians
Els xians existeixen des del període dels Estats combatents, però es generalitzen al país només després de la unificació de la Xina per la dinastia Qin. A partir d'aquesta data, el nombre xians a la Xina continental augmenta una mica més amb cada nova dinastia. Després que Qin Shi Huang expandís el sistema xian a tots els regnes que havia conquerit, n'hi havia poc menys de 1000 a tot el seu imperi. Sota la dinastia Han, el nombre de xians augmenta una primera vegada i supera els mil. És difícil, si no impossible, conèixer-ne el nombre exacte durant els segles de la divisió de la Xina després de la caiguda dels Han, però el que és cert és que n'hi ha 1.400 sota la dinastia Sui. Aquest augment es deu en gran part al fet que els Sui aboliran les comandàncies (郡 jùn), que corresponien al següent nivell administratiu més alt, i en transformen algunes en xian. Des d'aquest moment, el seu nombre ha canviat poc, ja que, com s'ha indicat anteriorment, n'hi ha 1.467 en l'actualitat.
A la Xina imperial, el xian és el nivell més baix de l'estructura burocràtica imperial, és a dir, és el nivell més baix que el govern pot dirigir directament. Per tot el que succeís per sota del xian, el govern havia de dirigir i supervisar, sovint utilitzant mitjans informals i no burocràtics, que variaven d'una dinastia a una altra. Així, durant la dinastia Han, el poble o els caps tribals van gestionar gran part dels assumptes actuals a nivell local, com l'arbitratge de disputes en les seves comunitats, la recaptació d'impostos i la lluita contra la criminalitat. Fins a la caiguda de l'imperi, els xian eren dirigits per un magistrat, que supervisava les operacions quotidianes, així com la justícia civil i penal.

## Xians autònoms
Els xians autònoms (en xinès, 自治县; pinyin: zìzhìxiàn) són una categoria especial de xian de la Xina continental reservats a les minòries ètniques. N'hi ha a tot el país i disposen de poders legislatius més importants que els xian ordinaris. En total n'hi ha 117.

## Govern
Com que el Partit Comunista Xinès (PCX) és al cor del sistema polític de la Xina Continental, hi ha un comitè local del PCX a cada nivell de divisió administrativa. Als xians hi ha, doncs, els comitès de xian del partit (中共县委), dirigits per un secretari (中共县委书记), el qual és, de facto, el magistrat suprem del xian. Qui aplica les decisions polítiques són els representants locals del Consell dels afers de l'estat de la República Popular de la Xina dirigits per un governador del xian (县长). El governador és també sovint un dels secretaris adjunts del comitè del xian del PCX.